# Да преодолееш миналото
Да преодолееш миналото (на испански: Vencer el pasado) е мексиканска теленовела, създадена от Педро Армандо Родригес и Алехандра Ромеро, режисирана от Бенхамин Кан и Фернандо Несме и продуцирана от Роси Окампо за Телевиса през 2021 г. Това е третата теленовела от франчайза Да преодолееш.
В главните роли са Анжелик Бойер, Себастиан Рули, Ерика Буенфил, Аранца Руис и Ана Паула Мартинес, а в отрицателните – Африка Савала, Матиас Новоа, Роберто Бландон, Фердинандо Валенсия и Орасио Панчери. Специално участие вземат Диего Оливера, Леонардо Даниел, Габриела Риверо, Мануел „Флако“ Ибаниес, Летисия Пердигон и Ото Сирго.

## Сюжет
Четири жени се опитват да преодолеят нещастията си. Осъзнавайки, че публикуваното в социалните медии никога не се изтрива, те трябва да намерят решение да живеят в настоящето и да се съсредоточат върху позитивното бъдеще, ако искат да преодолеят миналото си.

## Актьори
- Анжелик Бойер – Рената Санчес Видал
- Себастиан Рули – Мауро Алварес
- Ерика Буенфил – Кармен Медина де Крус
- Африка Савала – Фабиола Маскаро
- Мануел „Флако“ Ибаниес – Камило Санчес
- Летисия Пердигон – Соня Видал де Санчес
- Фердинандо Валенсия – Хавиер Маскаро
- Орасио Панчери – Алонсо Кансино
- Клаудия Алварес – Ариадна Лопес Ернандес де Фалкон
- Матиас Новоа – Клаудио Фонсети
- Ото Сирго – Еусебио Валенсия
- Дасия Гонсалес
- Аранца Руис – Марилус Бланко Мартинес
- Габриела Риверо – Бренда де Маскаро
- Роберто Бландон – Ериберто Крус Нуниес
- Беатрис Морено – Ефихения Крус
- Синтия Алеско – Ана Солис
- Арена Ибара – Наталия Райтели
- Луис Куриел – Родриго Алварес
- Мигел Мартинес – Ерик Санчес Видал
- Себастиан Поса – Улисес Крус Медина
- Иван Бронстейн – Исидро Рока Бенавидес
- Алберто Ломинц – Артуро
- Андрес Васкес – Димитрио Пачеко
- Ана Паула Мартинес – Дана Крус Медина
- Андре де Рехил – Оливер Крус Медина
- Андре Реал
- Камила Нуниес – Уенди Тиноко
- Карлос Бонавидес – Отец Антеро
- Габриела Нуниес – Сойла Мартинес де Бланко
- Игнасио Гуадалупе – Гауденсио Бланко
- Андреа Локорд – Норма Бланко Мартинес
- Елиас Тоскано – Бенито
- Крус Рендел – Елеасар Толентино
- Фернандо Мансано Моктесума – Хосе Бланко Мартинес
- Рикардо Мануел Гомес – Марко Бланко Мартинес Marco Blanco Martínez
- Леонардо Даниел – Лисандро Маскаро
- Валентина Бусуро – Хема Корона Албаран
- Хаде Фрасер – Кристина Дуран Брачо
- Диего Оливера – Лусио Тиноко
- Алехандра Лей – Йоланда
- Джаки Кастро
- Хуан Сагун
- Енрике Мадрид Мендоса – Мойсес Гонсалес
- Адриана Чапела
- Камила Ривас
- Хавиер Сервантес
- Ектор Берсунса

## Премиера
Премиерата на Да преодолееш миналото е на 12 юли 2021 г. по Las Estrellas.

## Продукция
Теленовелата е обявена на 12 януари 2021 г. Записите започват на 8 април 2021 г., като са потвърдени специалните участия на Хаде Фрасер, Клаудия Алварес и Валентина Бусуро, които участват съответно в предишните теленовели Да преодолееш страха и Да преодолееш мъката, част от франчайза Да преодолееш, както и Беатрис Морено и Карлос Бонавидес. На 30 април 2021 г. Телевиса публикува прессъобщение, потвърждаващо, че Анжелик Бойер, Себастиан Рули, Ерика Буенфил, Аранца Руис и Ана Паула Мартинес ще изпълняват главните роли в историята.

## Прием
| Година | Излъчване                    | Брой епизоди | Премиера    | Премиера         | Финал | Финал            |
| Година | Излъчване                    | Брой епизоди | Дата        | Зрители (в млн.) | Дата  | Зрители (в млн.) |
| ------ | ---------------------------- | ------------ | ----------- | ---------------- | ----- | ---------------- |
| 2021   | понеделник-петък 20:30-21:30 | —            | 12 юли 2021 | -                | —     | —                |